# Суворовське військове училище

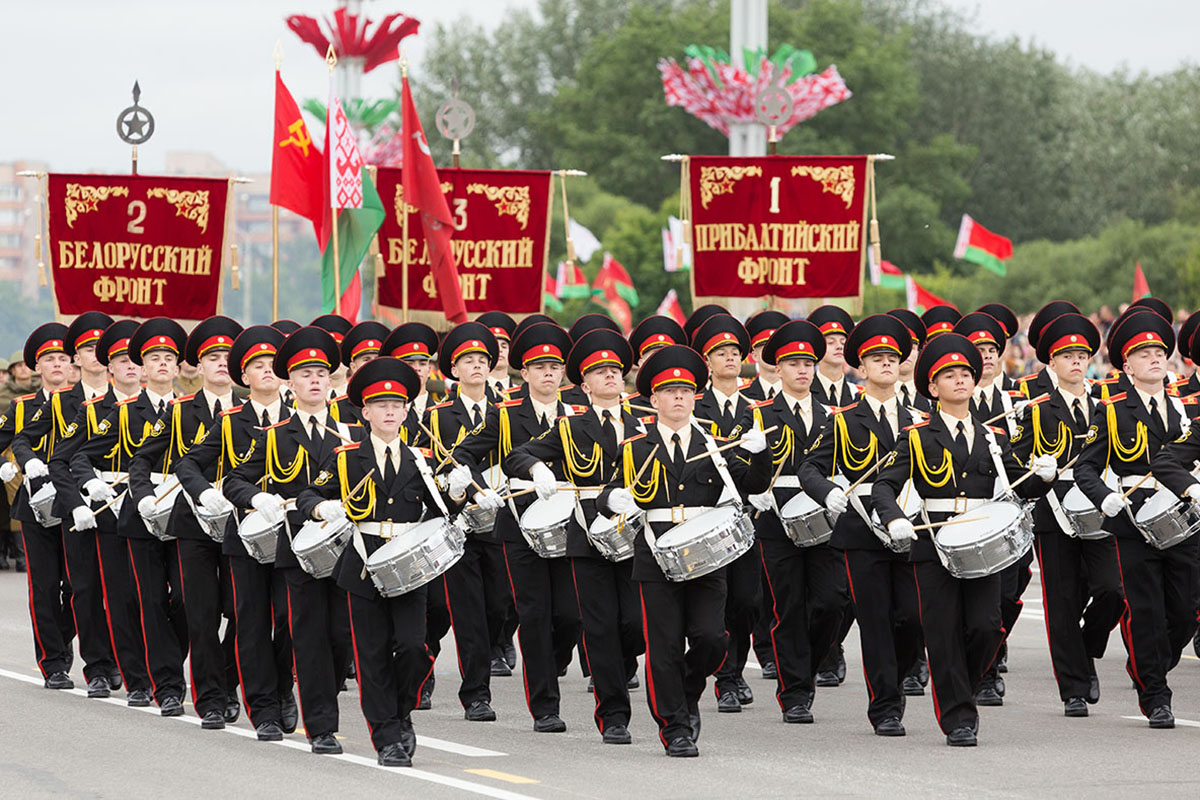
Мінське суворовське військове училище

Суво́ровське військо́ве учи́лище (СВУ, рос. Суворовское военное училище, СВУ) — спеціальний військовий навчальний заклад типу інтернату в СРСР, Російській Федерації та Білорусі, що готує вихованців до вступу у вищі військові навчальні заклади. З 1969 до Суворовських військових училищ приймають юнаків, що закінчили 8 класів середньої школи, термін навчання 2 роки.

## Історія

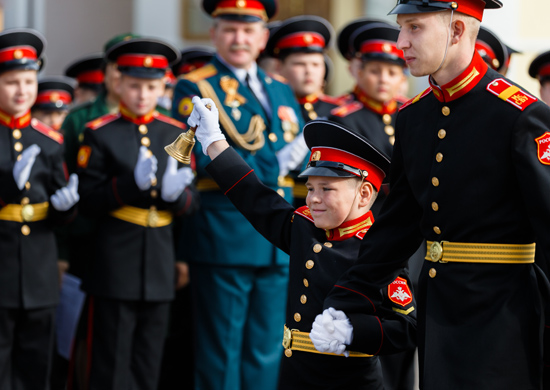
Початок нового навчального року в Московському суворовському військовому училищі, 1 вересня 2015 року

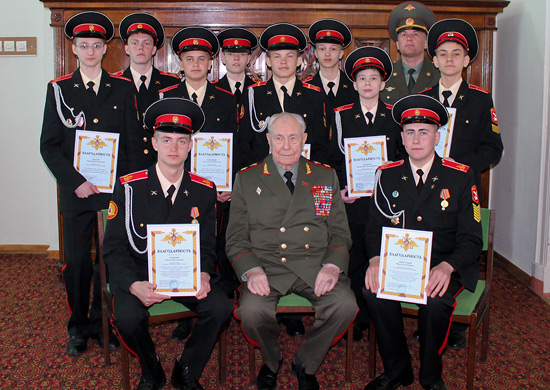
Кращі вихованці Казанське суворовське військове училище з Маршалом Радянського Союзу Дмитром Язовим.
16 травня 2014 року

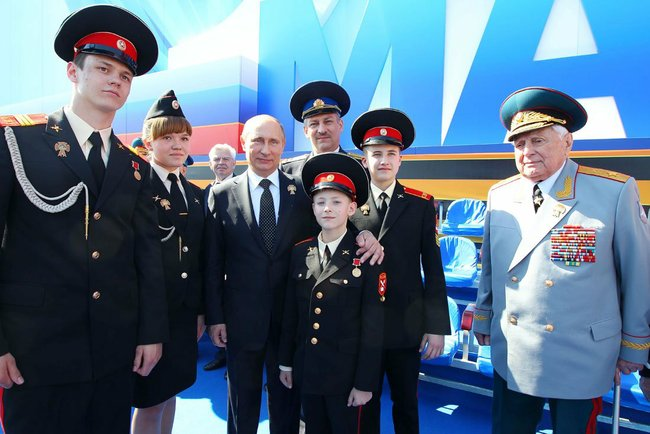
Президент Російської Федерації Володимир Путін, курсанти суворовського училища і Володимир Міхалкін після закінчення параду до дня Перемоги, 9 травня 2013 року

Спеціалізовані військові училища були створені під час Німецько-радянської війни у відповідності з Постановою Ради Народних Комісарів СРСР № 901 від 21 серпня 1943 року «Про невідкладні заходи з відновлення господарства в районах, звільнених від німецької окупації».
Тоді ж вони отримали свою назву на честь російського полководця Олександра Суворова. Ініціатором їх створення був генерал Олексій Ігнатьєв, який 17 квітня 1943 року звернувся з листом до Йосипа Сталіна: він пропонував, у вигляді досліду, створити один кадетський корпус в Москві. Сталін зробив 2 поправки: училища були названі суворовськими; і створювалися відразу 9 училищ.
У 1943 році відкрилось 11 училищ: Краснодарське (у Майкопі), Новочеркаське, Сталінградське (в Астрахані), Воронезьке, Харківське (у Чугуєві), Курське, Калінінське, Орловське (в Єльці), Ставропольське, Ташкентське, Кутаїське (два останніх — училища НКВС, пізніше — МВС, для дітей прикордонників); в 1944 році 6 училищ: Казанське, Куйбишевське, Горківське, Саратовське, Тамбовське, Тульське, в 1953 році — Мінське, в 1955 році — Ленінградське.
У 1975 році в СРСР діяли 8 училищ: Казанське, Калінінське, Київське (колишнє Харківське), Ленінградське, Мінське, Московське (колишнє Горківське), Свердловське й Уссурійське (колишнє Курське).
12 травня 1991 року були підготовлені проекти постанов Кабінету Міністрів СРСР про створення Ульянівського й Бішкекського Суворовських військових училищ. Переформування Ульяновського гвардійського вищого танкового командного двічі Червонопрапорного ордена Червоної Зірки училища імені В. І. Леніна в Ульяновське гвардійське двічі Червонопрапорне ордена Червоної Зірки Суворовське військове училище було виконано у 1991 році. Бішкекське суворовське училище в зв'язку з розпадом СССР створене не було.
У 2016 році на території Російської Федерації діє 9 суворовських військових училищ.

### Перетворення училищ
- У 1946 році Сталінградське СВУ було передислоковане до м. Чкалов (нині — Оренбург); Кутаїське СВУ було передислоковане до м. Ленінград і назване Ленінградским СВУ (НКВС) (розформоване у 1960 році).
- У 1947 році Краснодарське СВУ було передислоковане до м. Дзауджикау (з 1954 року — Орджонікідзе, з 1990 року — Владикавказ) і назване Північно-Кавказьким СВУ; Харківське СВУ передислоковане до м. Києва і назване Київським СВУ.
- У 1947 році Орловське СВУ передислоковане до м. Свердловськ і назване Свердловським СВУ; Північно-Кавказьке СВУ перетворене на Кавказьке Червонопрапорне СВУ.
- У 1953 році сформовано Мінське СВУ.
- У 1955 році створено Ленінградське двічі Червонопрапорне суворовське офіцерське військове училище.
- У 1956 році Горьківське СВУ було передислоковане до Москви і назване Московським СВУ.
- У 1957 році Курське СВУ було передислоковане до м. Ворошилов-Уссурійський Приморського краю і названу Далекосхідним СВУ; Сталінградське СВУ перейменовано у Чкаловське СВУ.
- У 1958 році Чкаловське СВУ назване Оренбурзьким СВУ.
- В період з 1960 до 1964 року було закрито 8 СВУ: Саратовське, Тамбовське, Тульське, Оренбурзьке, Ставропольське, Новочеркаське, Куйбишевське й Воронезьке, а також 2 СВУ МВС: Ленінградське й Ташкентське.
- У 1964 році Далекосхідне СВУ назване Уссурійським СВУ.
- У 1965 році Кавказьке Червонопрапорне СВУ назване Орджонікідзевським СВУ.
- У 1968 році Орджонікідзевське СВУ було зачинене.
- У 2000 році на базі Орджонікідзевського СВУ у Владикавказі було відроджено Північно-Кавказьке СВУ.
- У 2009 році «Школа Міліції» у м. Єлабуга було перетворене на СВУ МВС РФ.
- У 2015 році відкрито Пермське суворовське військове училище.
- У 2015 році Іркутське СВУ відкрилося на базі колишнього Іркутського вищого військового авіаційно-інженерного училища.
- У березні 2016 року Президент Росії своїм розпорядженням відродив Тульське суворовське військове училище. Новий навчальний рік розпочато 1 вересня 2016 року[6].